# 戈永良
戈永良（1926年—），男，江苏常熟人，中国特技美术设计师，上海电影制片厂特技美术设计师，中国电影金鸡奖最佳特技奖得主。